# ヤーコポ・ラ・ロッカ
ヤーコポ・ラ・ロッカ（イタリア語: Iacopo La Rocca、1984年2月17日 - ）は、イタリアとオーストラリアの元サッカー選手、現サッカー指導者。ポジションはDF。

## クラブ歴
SSラツィオの下部組織出身で、2001年にFCプロ・ヴェルチェッリで選手となった。2004年にFBCトレヴィーゾ1913に加入しSSキエーティ・カルチョに期限付き移籍したが揮わず、イタリア国内で期限付き移籍を繰り返した。
それでも揮わなかった彼はスイスに渡りACベッリンツォーナに完全移籍。その後、グラスホッパー・クラブ・チューリッヒに完全移籍した。
2012年9月11日に単年契約でウェスタン・シドニー・ワンダラーズFCに加入。11月18日、移籍後2試合目にして移籍後初得点を記録した。2013年2月に2年の契約延長をした。同年3月23日にはシドニーFCとのダービーマッチでテリー・アントニスに肘打ちをして退場、これによってファイナルシリーズ準決勝は両試合ともに出場停止となったが、クラブは勝利した。グランドファイナルでは出場停止明けの出場となり、トーマス・ブロイヒとともにジョー・マーストン・メダルに輝く活躍を見せた。AFCチャンピオンズリーグ2014では決勝に出場し優勝に貢献、イタリア人としては初めてAFCチャンピオンズリーグのタイトルを得た。またFIFAクラブワールドカップ2014にも参加した。
2015年6月にアデレード・ユナイテッドFCに2年契約で完全移籍。怪我に悩まされた時期もあったが、ディラン・マッゴーワンとのコンビで堅守を誇った。
2017年7月15日にメルボルン・シティFCに2年契約で加入。9月13日に移籍後初出場を記録した。2019年に契約満了を以て引退した。

## 個人
2016年11月にオーストラリア国籍を取得した。